# Doble Loop
Doble Loop es una montaña rusa de acero sentada multi-looper ubicada en el parque de atracciones Salitre Mágico en la ciudad de Bogotá, Cundinamarca, Colombia. Es la única montaña rusa en Latinoamérica que consta de dos loops verticales consecutivos a una velocidad de 90 km/h, siendo así la más rápida de Colombia y de Sudamérica. Fue desarrollada por el Banco de Bogotá, la cual costó 400.000.000 de pesos en su totalidad (200.000 USD) aproximadamente. Está pintada de color amarillo y los vagones son de color azules y negro sellados por el Banco de Bogotá, teniendo así también otra insignia del mismo en la vía de subida del recorrido.

## Requerimientos
Puesto que se trata de una atracción de alto impacto, la estatura mínima es de 135 cm. Es recomendable no contar con problemas cardíacas u otras afecciones que puedan impactar negativamente en la salud.